# Crise sino-vietnamienne de 2014

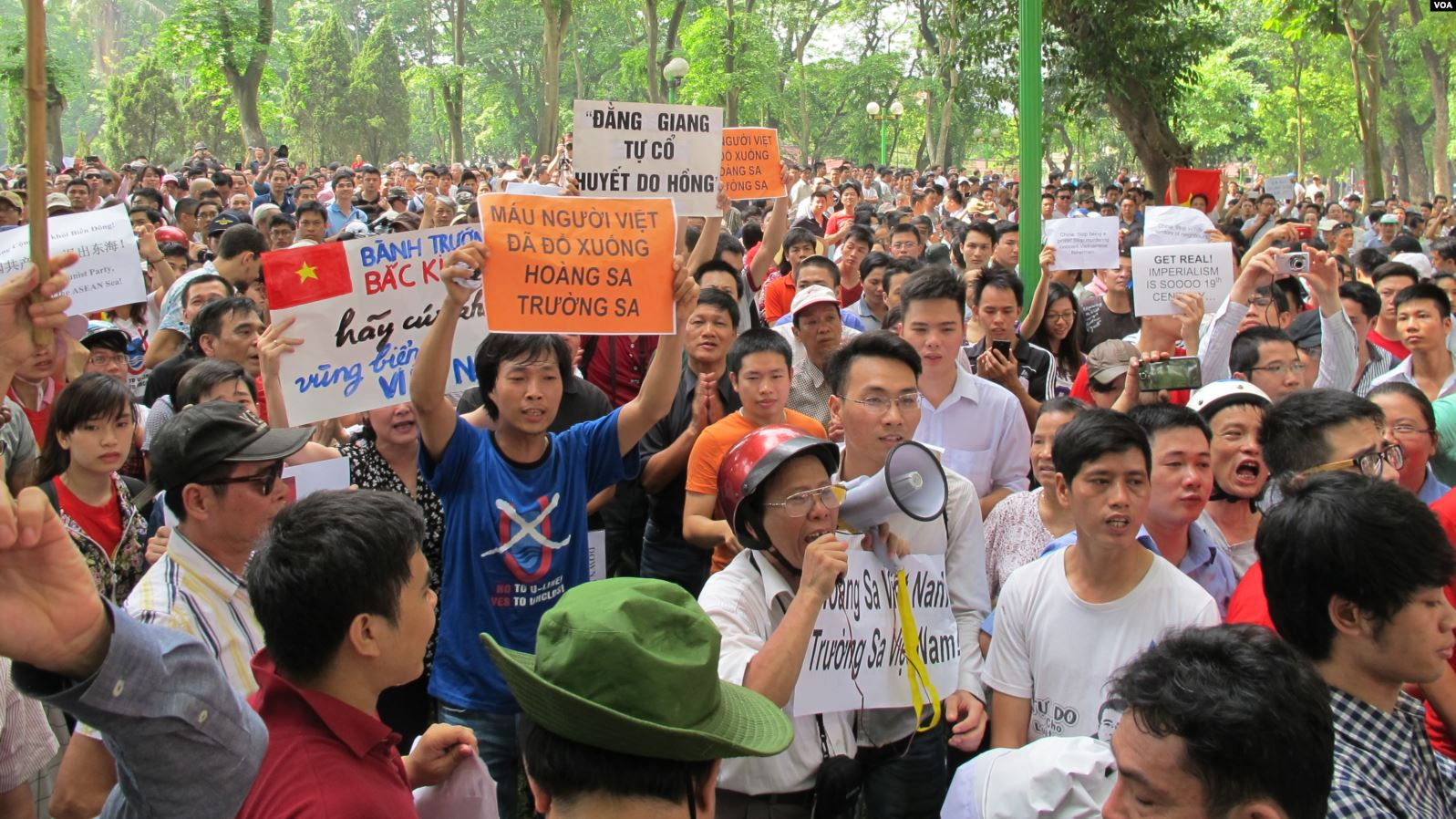
Manifestation anti-chinoise à Hanoï le 11 mai 2014.

La crise sino-vietnamienne est une crise diplomatique majeure ayant opposé la Chine au Viêt Nam à partir du mois de mai 2014. Elle a été causée par l'installation d'une plate-forme de forage chinoise dans une zone maritime revendiquée par le Viêt Nam. Le retrait de la plate-forme le 15 juillet 2014 a mis fin à la crise.

## Contexte

Les revendications maritimes des deux pays.

Ces deux pays d'Asie sont depuis longtemps en conflit concernant les zones économiques exclusives en Mer de Chine méridionale. Tandis que le Vietnam se considère titulaire d'une ZEE s'étendant à 200 milles nautiques de ses côtes (conformément à la Convention des Nations unies sur le droit de la mer), la Chine, s'appuyant sur sa revendication des îles Paracel et Spratley, revendique la quasi-totalité de cette mer, plaçant les deux pays en opposition pour une zone immense, dont les enjeux concernent tant la pêche que les hydrocarbures. 
Vietnam et Chine ont aussi un antagonisme politique qui s'est traduit en 1979 par un bref conflit armé.

## Forage pétrolier chinois
Début mai 2014, la plate-forme pétrolière d'exploration chinoise Haiyang Shiyou 981 (affrétée par CNOOC) pénètre dans la ZEE revendiquée par le Vietnam. Le site de forage se situe à 120 milles marins des côtes du Vietnam, et à 30 miles des îles Paracel. 
Le 7 mai, le Viêt Nam exige l'abandon du forage et le retour de la plate-forme en Chine, mais se voit opposer une fin de non-recevoir. Des navires vietnamiens sont envoyés à proximité de la plate-forme, mais ne la prennent pas d'assaut. La Chine déploie ses propres navires.

## Émeutes anti-chinoises au Viêt Nam
En protestation, d'importantes manifestations encouragées par le gouvernement ont lieu au Vietnam, ainsi que des grèves d'ouvriers employés par des usines chinoises. 
Mais ces protestations, au début pacifiques, dégénèrent et de nombreuses entreprises appartenant à des intérêts chinois (mais aussi taïwanais et sud-coréens) sont incendiées. Deux ressortissants chinois sont tués. Le 18 mai, la Chine évacue 3000 chinois résidant au Viêt Nam.
Des manifestations — pacifiques — sont aussi organisées par la diaspora vietnamienne à travers le monde, notamment à Paris et dans d'autres villes françaises.

## Naufrage d'un chalutier vietnamien
Le 26 mai, un nouvel incident vient aggraver la crise lorsqu'un bateau de pêche vietnamien est percuté par un navire de guerre chinois à proximité de la plate-forme et coule, sans faire de victimes.

## Réactions internationales et fin du conflit
Le 15 juillet 2014, la Chine a annoncé le retrait de la plate-forme avec un mois d'avance, mettant ainsi fin au conflit. Le gouvernement vietnamien s'est félicité de ce qu'il a présenté comme une victoire et remercié la communauté internationale pour son soutien.